# La Jeune Fille et son aigle
Pour plus de détails, voir Fiche technique et Distribution.
La Jeune Fille et son aigle (The Eagle Huntress) est un film documentaire américano-britanno-mongol de 2016 réalisé par Otto Bell, produit par Morgan Spurlock et narré par Daisy Ridley.

## Synopsis
La Jeune Fille et son aigle suit Aisholpan, jeune fille kazakh de Mongolie âgée de treize ans, dans son parcours pour devenir le premier chasseur à l'aigle féminin de son pays. Elle fait partie d'une famille de nomades qui passe l'été dans une yourte dans les montagnes de l'Altaï et l'hiver dans une maison en dur. Les hommes de sa famille sont chasseurs à l'aigle depuis sept générations et elle veut suivre leurs pas.
Avec l'aide de son père Nurgaiv, elle apprend à dresser des aigles royaux, puis capture et entraîne son propre aiglon. Malgré le scepticisme et la réprobation qu'elle doit affronter de la part d'une communauté exclusivement masculine, elle devient le premier chasseur féminin à participer au championnat du Festival annuel des Aigles royaux, qu'elle remporte, son aiglon ayant pulvérisé le record de vitesse d'une des épreuves.
Après la compétition, elle franchit la dernière étape de sa formation de chasseuse à l'aigle en voyageant durant l'hiver avec son père vers les montagnes, afin de chasser le renard tout en bravant la neige abondante et le froid extrême. Après quelques premiers échecs, son aiglon réussit à tuer son premier renard, après quoi Aisholpan rentre chez elle.
Les dialogues du film sont en langue kazakhe et la narration en anglais.

## Fiche technique
- Titre : La Jeune Fille et son aigle
- Titre original : The Eagle Huntress
- Photographie : Simon Niblett
- Montage : Pierre Takal
- Production : Otto Bell, Sharon Chang et Stacey Reiss
- Production déléguée : Morgan Spurlock, Jeremy Chilnick, Dan Cogan, Barbara Dobkin, Susan MacLaury, Daisy Ridley, Regina K. Scully et Marc H. Simon
- Société de production : Kissaki Films et Stacey Reiss Productions
- Société de distribution : ARP Sélection (France) et Sony Pictures Classics (États-Unis)
- Pays de production :  Royaume-Uni,  États-Unis et  Mongolie
- Genre : Documentaire
- Durée : 87 minutes
- Dates de sortie : 
  - 24 janvier 2016 (Sundance Film Festival)
  - 12 avril 2017 (France)

## Musique
La chanteuse Sia a participé à la bande-son du film avec une chanson originale Angel by the Wings, sortie dans le monde entier le 2 décembre 2016,,.

## Sortie
La Jeune Fille et son aigle est sorti en avant-première au Festival du film de Sundance 2016, où les droits ont été rachetés par Sony Pictures Classics pour les États-Unis et par Altitude Film Distribution pour le Royaume-Uni. La distribution internationale a ensuite été gérée par Sony Pictures Worldwide Acquisitions. Après la projection en avant-première du film, la coproductrice exécutive Daisy Ridley a donné son accord pour ajouter une narration, d'une durée cumulée d'environ cinq minutes sur quatre-vingt-sept au total.

## Accueil
Dans le monde anglophone, le site agrégateur de critiques Rotten Tomatoes confère au film une note de 94/100 fondée sur 126 critiques de presse. 
Plusieurs articles de presse arguent que le film exagère l'opposition à laquelle Aisholpan a dû faire face en tant que chasseuse. 
L'affirmation selon laquelle Aisholpan serait la première femme à devenir chasseuse d'aigle en 2000 ans a été réfutée. La BBC, citant l'historienne américaine Adrienne Mayor, réfute le discours promotionnel du film selon lequel Aishopan aurait bravé "une culture dominée par les hommes depuis 2000 ans". Un article d'Al Jazeera recueillie les avis de plusieurs autres historiens spécialistes de cette culture, ainsi que d'une ancienne chasseuse d'aigle kazakhe de la même région, qui montrent que les femmes ont été amenées à pratiquer la chasse à l'aigle dès l'Antiquité au temps des Scythes, même si elles la pratiquent plus rarement à l'époque actuelle, car la chasse à l'aigle n'est plus indispensable à la survie et parce que les jeunes filles consacrent l'hiver à leur scolarité. L'apprentissage de la chasse à l'aigle relève donc plus de la transmission d'une tradition, en partie à des fins d'attrait touristique.
Certains critiques[Qui ?] suggérant que des parties du documentaire avaient été mises en scène. Un témoin[réf. nécessaire] a remarqué que la scène où Aisholpan s'entraîne pour le Festival des Aigles a en réalité été filmée trois jours plus tard pendant une séance de tournage de quatre heures. Le réalisateur Otto Bell a nié avoir fait jouer ou rejouer certaine scènes.
Malgré une sélection pour l'Oscar du Meilleur Documentaire, le film a été retiré de la compétition[réf. nécessaire]. Il n'a pas non plus remporté de prix aux BAFTA 2017 où il faisait partie des œuvres en tête[réf. nécessaire].